# Вулька-Кобилянська
Вулька-Кобилянська (пол. Wólka Kobylańska) — село в Польщі, у гміні Добре Мінського повіту Мазовецького воєводства.
Населення — 52 особи (2011).
У 1975-1998 роках село належало до Седлецького воєводства.

## Демографія
Демографічна структура станом на 31 березня 2011 року:
|          | Загалом | Допрацездатний вік | Працездатний вік | Постпрацездатний вік |
| -------- | ------- | ------------------ | ---------------- | -------------------- |
| Чоловіки | 29      | 1                  | 20               | 8                    |
| Жінки    | 23      | 2                  | 10               | 11                   |
| Разом    | 52      | 3                  | 30               | 19                   |